# 1601 a tudományban
Az 1601. év a tudományban és technikában.

## Felfedezés
- Olivier van Noort befejezte a Föld körbehajózását.

## Matematika
- Johannes Keplert kinevezik a Habsburg Birodalom matematikusának.

## Születések
- augusztus 17. – Pierre de Fermat matematikus († 1665)

## Halálozások
- október 24. – Tycho Brahe csillagász (* 1546)